# Winona (Minnesota)
Winona ist die Hauptstadt des Winona County im US-Bundesstaat Minnesota. Das U.S. Census Bureau hat bei der Volkszählung 2020 eine Einwohnerzahl von 25.948 ermittelt.

## Geschichte
1851 gründete Orrin Smith den Ort Montezuma. 1953 wurde die Siedlung in Winona umbenannt. We-No-Nah bezeichnet in der Sprache der dort lebenden Dakota die zuerst geborene Tochter.
Im Jahr 1855 gab es bereits 815 Einwohner und 2.464 im Jahr 1860. In den 1880er Jahren war Winona die drittgrößte Stadt in Minnesota. Die schnelle Entwicklung verdankt Winona der Eisenbahn. 1872 wurde eine erste Eisenbahnbrücke über Mississippi River gebaut, 1891 folgte mit der Winona Rail Bridge die zweite. Beide Brücken wurden in den 1970er und 1980er Jahren aufgegeben und später ganz oder teilweise abgerissen.
In den 1860er Jahren wurde der Binnenhafen gebaut, der 1870 zum viertgrößten Binnenhafen der USA wurde.
Im Jahr 1989 wurde das römisch-katholische Bistum Winona-Rochester mit Sitz in Winona errichtet, dessen Mutterkirche die Kathedrale Sacred Heart ist.

## Bildung und Kultur
In Winona ist die Winona State University, eine 1858 gegründete Universität, beheimatet. Zu den Absolventen gehören die Abgeordneten des Repräsentantenhauses John Blatnik und Tim Penny. Das Minnesota Marine Art Museum zeigt überwiegend Marinemalerei des 19. und 20. Jahrhunderts. In der Stadt findet jährlich am Ufer des Mississippi River das Great River Shakespeare Festival statt.

## Söhne und Töchter der Stadt
- Carol Bartz (* 1948), Managerin
- Tracy Caulkins (* 1963), Schwimmerin und Olympiasiegerin
- Richard Cyert (1921–1998), Managementforscher
- Michael Joseph Hoeppner (* 1949), Bischof von Crookston
- Winona Ryder (* 1971), Schauspielerin
- James A. Sauer (1945–1999), Archäologe und Experte für syro-palästinensische Keramik